# Jüdischer Friedhof (Fischach)

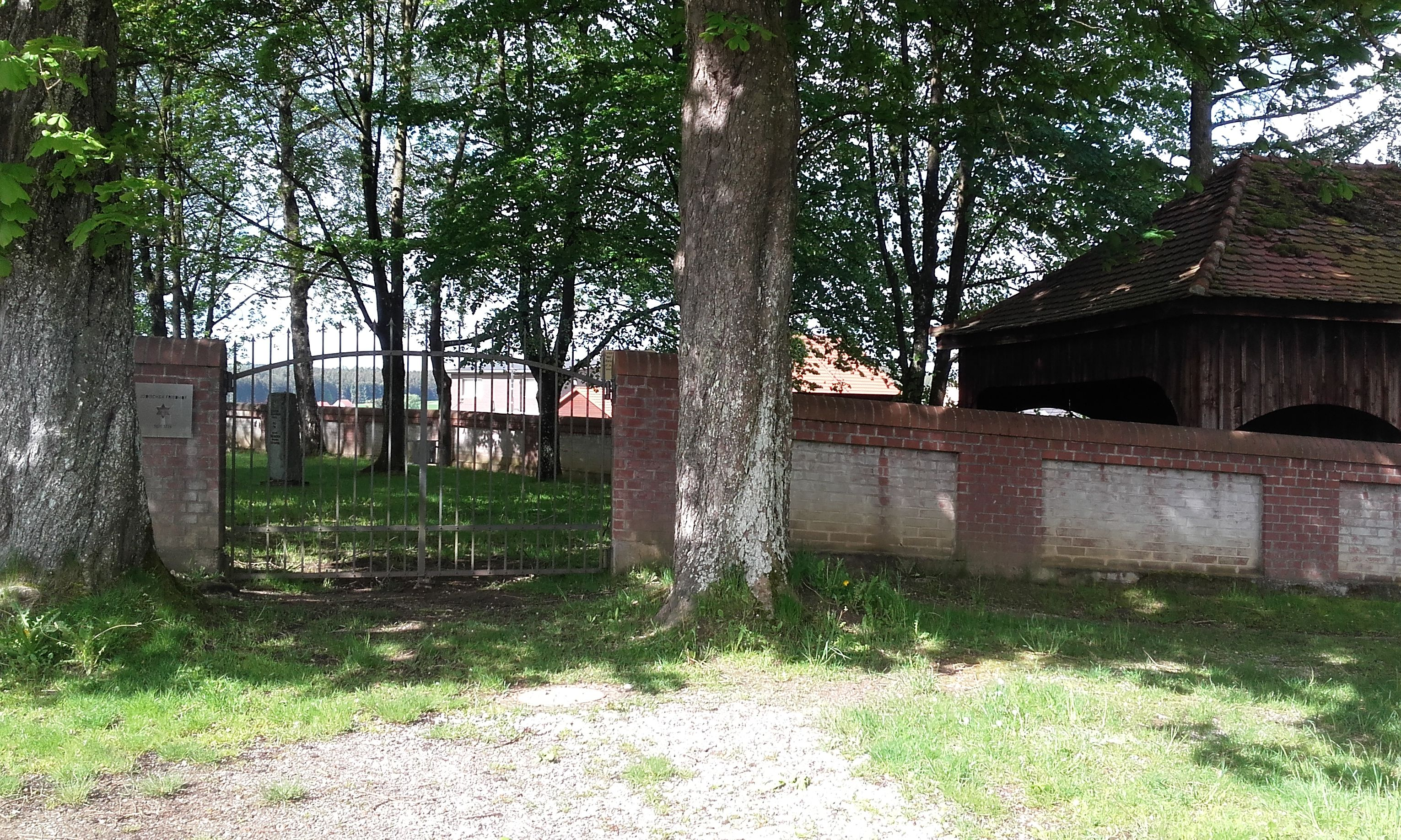
Eingangstor zum jüdischen Friedhof in Fischach. Rechts im Bild befindet sich das hölzerne Taharahaus.

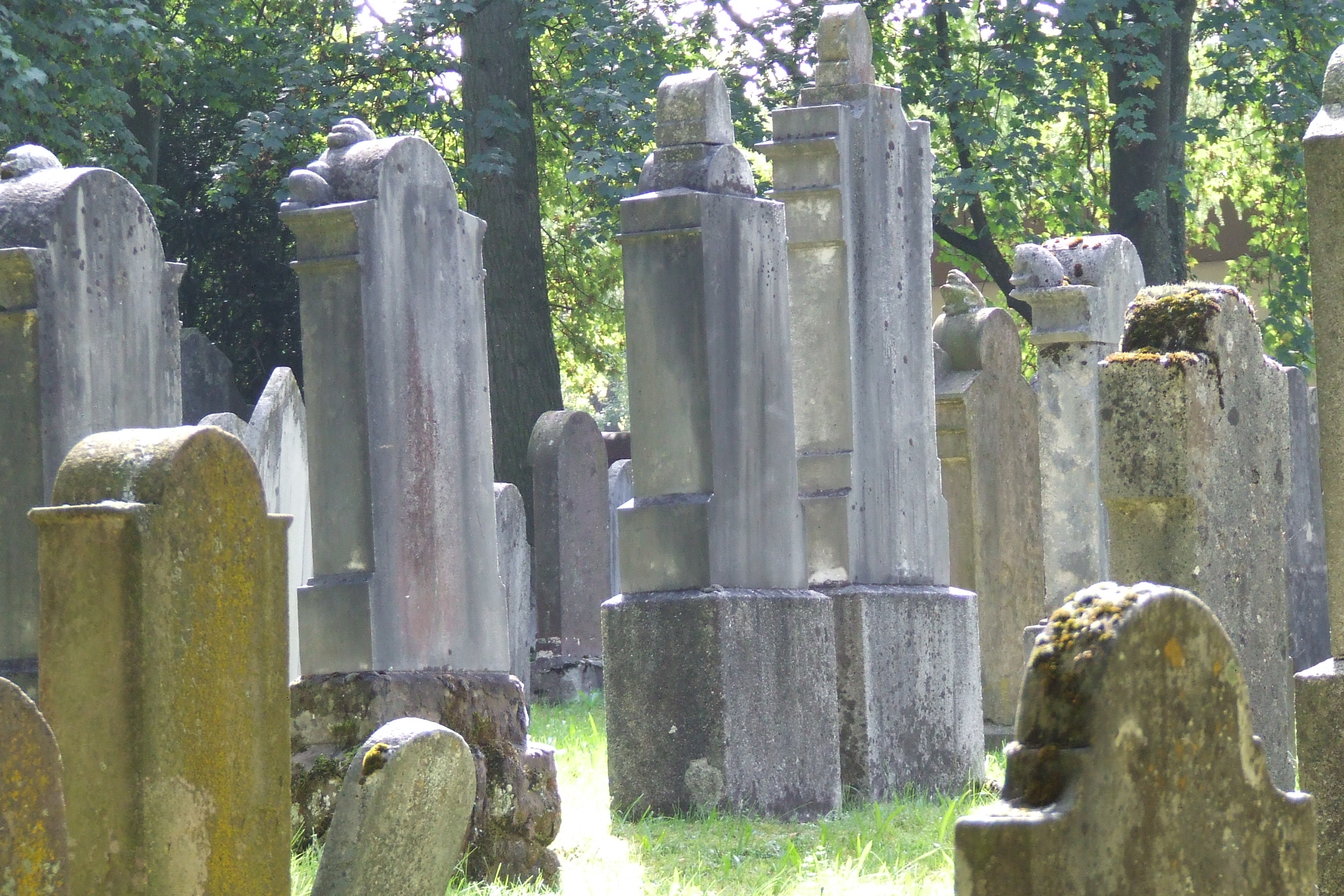
Mehr als 400 Grabsteine sind auf dem Friedhof erhalten geblieben.

Der jüdische Friedhof in Fischach im bayerischen Landkreis Augsburg besteht seit 1774 und die letzte Beisetzung fand dort im Jahre 1942 statt. Nach dem Zweiten Weltkrieg übernahm der in München ansässige Landesverband der Israelitischen Kultusgemeinden die Trägerschaft. Die Marktgemeinde kümmert sich um den Erhalt und die Pflege.
Der Friedhof erinnert an die einst blühende jüdische Gemeinde im Ort. Deshalb wurde er als Baudenkmal in der Bayerischen Denkmalliste eingetragen.
Für die Allgemeinheit ist der Zugang versperrt. Eine Besichtigung ist jedoch im Rahmen von organisierten Führungen (z. B. am europäischen Tag der jüdischen Kultur) möglich.

## Geschichte
Anfangs wurden in Fischach verstorbene Juden auf den jüdischen Friedhöfen in Burgau oder später in Kriegshaber beigesetzt. Der Weg dorthin war jedoch lang und beschwerlich oder bei Hochwasser sogar unpassierbar. Dies führte bei der jüdischen Gemeinde zu dem Wunsch, einen eigenen Friedhof vor Ort anzulegen, da gemäß jüdischem Brauch Tote innerhalb von 24 Stunden beigesetzt werden sollen.
Das Fehlen eines jüdischen Friedhofs in Fischach sorgte aber auch beim katholischen Ortspfarrer für Unmut. Er sah es als Sünde an, dass die Überführungen der Toten auch am Sonntag stattfanden und von Christen vorgenommen wurden. Der Vorsteher der jüdischen Gemeinde in Fischach schrieb daher 1742 an das Oberamt in Günzburg und bat um einen Beerdigungsplatz vor Ort. Es dauerte jedoch noch viele Jahre, bis die jüdische Gemeinde ein Grundstück kaufen konnte. Erst im Jahre 1774, also rund 200 Jahre nach der Ankunft von Juden in Fischach, erwarb sie für 100 Gulden am Kohlberg ein Grundstück und richtete anschließend auf dem bisher als Lochacker oder Lohacker bezeichneten Feld weit außerhalb des Dorfes den Friedhof ein.
Von 1774 bis zu letzten Beisetzung im Jahre 1942 wurden auf dem Friedhof 420 Männer, Frauen und Kinder beigesetzt. 1943 erwarb die Gemeinde das Grundstück für 600 Reichsmark von der Kultusgemeinde. Nach dem Zweiten Weltkrieg nahm sie 1949 von dem Kauf Abstand und zahlte die Kaufsumme zurück.
Auch der Friedhof in Fischach blieb von Schändungen nicht verschont. So wurde er zweimal im Jahre 1928 sowie jeweils einmal 1932, 1935 und 1999 geschändet. Dabei wurden einige Grabsteine beschädigt und Schmierereien angebracht.

## Beschreibung

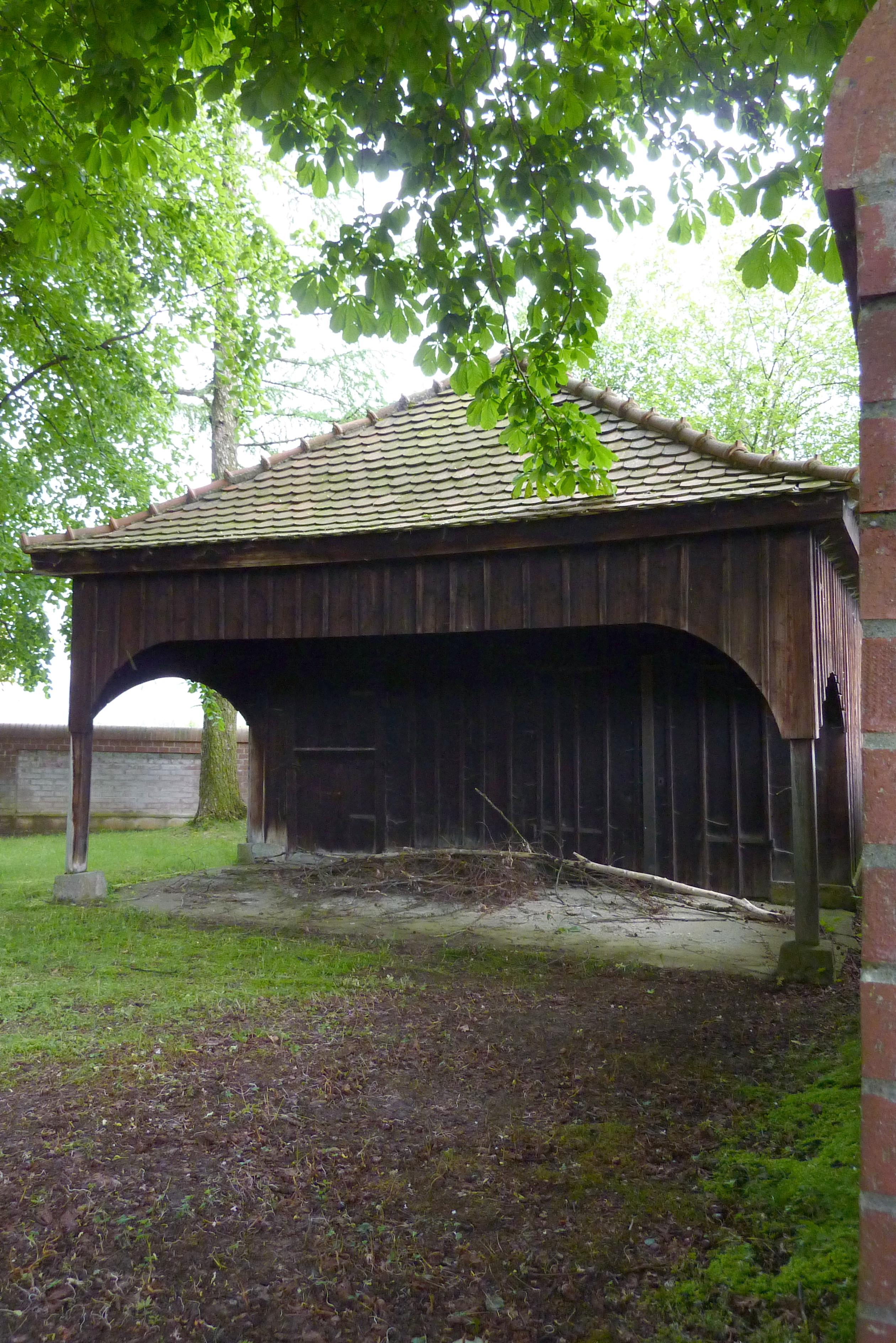
Taharahaus

Der Friedhof liegt am südlichen Rand von Fischach in einem Wohngebiet. Fußläufig erreichbar ist er von der nördlich gelegenen Kohlbergstraße und von Süden über die Straße Am Ährenfeld. Eine Zufahrt für die Allgemeinheit mit einem Parkplatz gibt es nicht. Die westlich des Friedhofs befindliche Wohnstraße trägt zwar den Namen Am jüdischen Friedhof, ermöglicht jedoch weder einen Zugang noch eine Zufahrt zum Friedhof.
Im Norden des Grundstücks befindet sich das Eingangstor. Rechts davon steht ein hölzernes und mit Ziegeln eingedecktes Taharahaus. Darin ist der um 1900 hergestellte Leichenwagen untergebracht. Unweit des Taharahauses wurden im Jahr 2012 mehrere Gedenktafeln aus der ehemaligen Fischacher Synagoge in die Friedhofsmauer eingesetzt. Die Tafeln tragen Namen von Wohltätern der jüdischen Gemeinde.
Auf dem dreiseitig ummauerten Friedhofsgelände sind insgesamt 403 Grabsteine erhalten geblieben. Die ältesten Grabsteine befinden sich im Osten des Geländes. Sie bestehen aus Sandstein und sind zum Teil stark verwittert. Eine absolute Besonderheit stellen zwei hölzerne Grabbretter aus Eichenholz dar. Im westlichen Teil befinden sich jüngere Grabsteine, die entweder aus Sandstein mit eingelassener Marmortafel bestehen oder gänzlich aus Granit gefertigt wurden. Darunter befinden sich auch einige Grabsteine, die einem Obelisken nachempfunden sind.
Etwas abseits wurden am nordöstlichen Rand des Geländes vier Kinder beigesetzt.